# Marquesado de Algarinejo
El marquesado de Algarinejo es un título nobiliario español creado por el rey Carlos II en 11 de junio de 1689 a favor de Juan Antonio Lisón y Fernández de Córdoba (también llamado Juan Antonio Fernández de Córdoba y Lisón, regidor perpetuo de Motril y Loja y caballero de la Orden de Santiago. Su nombre hace referencia al municipio de Algarinejo, en la provincia de Granada, comunidad autónoma de Andalucía.

## Marqueses de Algarinejo
- Juan Fernández de Córdoba y Lisón o Juan de Lisón y Fernández de Córdoba (m. 1704), IV señor y I marqués de Algarinejo,[2] regidor perpetuo de Motril y Loja, caballero de Santiago y gentilhombre de boca de los reyes Felipe IV y Carlos II.[3] Era hijo de Luis Fernández de Córdoba y Espinosa (m. 1648) —hijo natural de Juan Fernández de Córdoba y Córdoba y de Francisca de Espinosa y Navarrete—,[4] y de Mariana de Lisón, III señora de Algarinejo,[2] hija de Mateo de Lisón y Biedma, hijo de Francisco de Lisón y Saorín y de su segunda esposa, Luisa de Biedma,[5] II señor de Algarinejo y de María de Contreras y Gutiérrez de Contreras, hija a su vez de Alonso de Contreras y de Ana Gutiérrez de Contreras.[5]

Casó en 1649 con Francisca Coronel y Benavides y Salcedo. Le sucedió su hijo:
- Luis Fernández de Córdoba Coronel y Benavides, II marqués de Algarinejo.[2]

Contrajo matrimonio en 1673 con Leonor de Morales y Fernández de Córdoba Le sucedió su hijo:
- Juan Andrés Fernández de Córdoba y Morales, III marqués de Algarinejo y IX señor de Zuheros.[2]

Casó en 1704 con Ana Dorotea Ordóñez de Villaqirán y Portocarrero (m. 14 de abril de 1752), VIII marquesa de Cardeñosa. Le sucedió su hijo:
- Cristóbal Rafael Fernández de Córdoba y Ordóñez (baut. Granada, iglesia del Sagrario, 28 de mayo de 1707-23 de julio de 1785), IV marqués de Algarinejo, IX marqués de Cardeñosa y X señor de Zuheros.[2] En 4 de julio de 1782 se emitió una cédula pidiendo que se realizaran las oportunas diligencias para confirmar si en  el titular concurrian las calidades para obtener la merced de grande de España,[7] merced que no obtuvo.[8]

Contrajo matrimonio el 9 de octubre de 1731, en Granada, con su tía, María Vicenta Egas-Venegas de Córdoba y Venegas de Córdoba (Granada, 2 de enero de 1718-1786),, V marquesa de Valenzuela y V condesa de Luque, hija de Francisco Antonio Egas-Venegas de Córdoba y Fernández de Córdoba, IV marqués de Valenzuela, y de su esposa María Josefa Egas-Venegas Fernández de Córdoba y Manrique de Lara.  Le sucedió su hijo:
- Francisco de Paula Fernández de Córdoba y Venegas de Córdoba (Algarinejo, 10 de septiembre de 1739-Loja, 16 de diciembre de 1796), V marqués de Algarinejo, VI conde de Luque, X marqués de Cardeñosa y VI marqués de Valenzuela y XI señor de Zuheros.[13]

Casó en primeras nupcias con Leonor Pérez de Barradas y Fernández de Henestrosa y en segundas, siendo su segundo marido, con María Joséfa Álvarez de las Asturias Bohorques Vélez. Le sucedió su hijo del primer matrimonio:
- Cristóbal Rafael Fernández de Córdoba y Pérez de Barradas (Guadix, 27 de febrero de 1761-Granada, 27 de abril de 1833),[15], VI marqués de Algarinejo, VII conde de Luque, XI marqués de Cardeñosa, VII marqués de Valenzuela, XII señor de Zuheros[14] y alférez mayor de Gibraltar.[16]

Contrajo un primer matrimonio en 1787 con María Antonia Pérez del Pulgar (m. 1789). Se casó en segundas nupcias en agosto de 1801, en Antequera, con María del Carmen Rojas y Narváez (1785-1812), hija de José María de Rojas y del Rosal y de María Teresa Narváez y Chacón. Casó en terceras nupcias el 28 de diciembre de 1818 con Micaela Díez de Tejada. Le sucedió su hijo del segundo matrimonio:
- Cristóbal José Fernández de Córdoba y Rojas (Granada, 6 de marzo de 1804-Sevilla, 6 de septiembre de 1873),  VII marqués de Algarinejo,[14] VIII conde de Luque, XII marqués de Cardeñosa, VIII marqués de Valenzuela y XIII señor de Zuheros.[14]

Casó en primeras nupcias con María del Valle González de Aguilar-Ponce de León y Espinosa. Le sucedió su hijo:
- Cristóbal Fernández de Córdoba y González de Aguilar (Écija, 14 de abril de 1821-13 de noviembre de 1878), VIII marqués de Algarinejo, IX conde de Luque, XIII marqués de Cardeñosa y IX marqués de Valenzuela.[14]

Casó en Écija el 16 de enero de 1841 con María Tamariz Martel y Bernuy.  Sin descendencia, le sucedió su sobrino, hijo de su hermana María del Carmen y José María de la Puerta y Grajera:
- José María de la Puerta y Fernández de Córdoba (Écija, 6 de febrero de 1854-Burgos, 3 de junio de 1932), IX marqués de Algarinejo,[19] X conde de Luque, XIV marqués de Cardeñosa, X marqués de Valenzuela.[14]

Casó en primeras nupcias en 1876 con María de la Aurora de Saavedra Parejo, con quien tuvo dos hijas. Contrajo un segundo matrimonio en 1881 con Ana Enriqueta de la Cruz y Díaz. Le sucedió su nieto, hijo de José María de la Puerta y de la Cruz (Montilla, 11 de noviembre de 1883-1966), y de su esposa María Lourdes Patonicinio de Salamanca y Ramírez de Haro:
- Gonzalo de la Puerta y Salamanca (Madrid, 13 de marzo de 1925-ibid., 19 de diciembre de 1990), X marqués de Algarinejo[14][22]

Casó con María del Carmen de la Vega. Le sucedió su hijo:
- Alejandro de la Puerta y Vega, XI marqués de Algarinejo,[23]